# Estación Rancagua
Rancagua es una estación de ferrocarriles inaugurada en 1859 ubicada en la ciudad homónima de Chile. Se emplaza en el km 81 del ferrocarril de Santiago a Curicó, o Ferrocarril del Sur, y que posteriormente formó parte de la Red Sur de la Empresa de los Ferrocarriles del Estado. Actualmente sirve como detención y término de recorrido para el servicio de pasajeros del Tren Rancagua-Estación Central.

## Historia

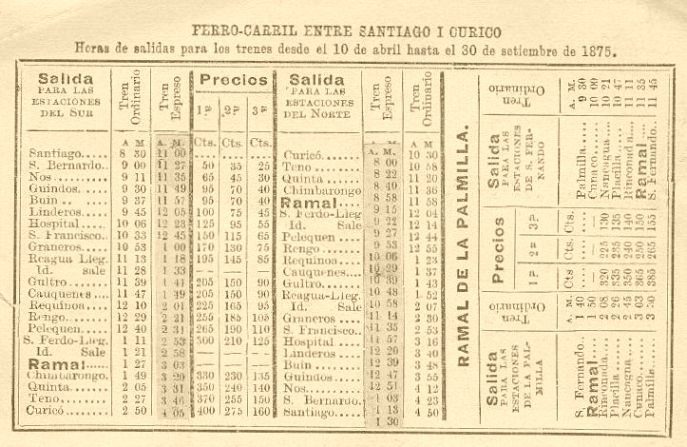
Horarios del Ferrocarril Santiago-Curicó en 1875, donde se puede apreciar la detención en la estación de Rancagua.

El ferrocarril a vapor longitudinal ―desde Santiago de Chile al sur― aún se encontraba en trabajos para junio de 1859 en las cercanías de Paine, y se esperaba que las obras del trazado y vías llegasen hasta Rancagua para el 18 de septiembre de ese año; los retrasos se debieron a que un incendio en Valparaíso destruyó material a utilizarse para construir puentes. Este retraso llevó a que las vías llegasen hasta Rancagua el 25 de diciembre de 1859. El recinto de la estación se estableció en los terrenos donados por el exalcalde Sótero Calvo de la Cuadra. En julio de 1905 la Empresa Ossa abrió una línea de carros de caballos entre la estación y el centro de la ciudad.
Esta estación no fue la terminal del Ferrocarril Rancagua-Sewell, sino que hubo otra estación que construyó la Braden Copper Company, muy cercana a la estación de Ferrocarriles del Estado y conectada a ella mediante un ramal, en el terreno donde actualmente se ubican las oficinas de Codelco (en la avenida Millán), lugar conocido como "Patio Rancagua". La intensa actividad generada por la estación Rancagua y la estación de la Braden Copper Co., contribuyeron a la formación de un barrio en los alrededores de ambas estaciones, y que recibe precisamente el nombre de Barrio Estación.

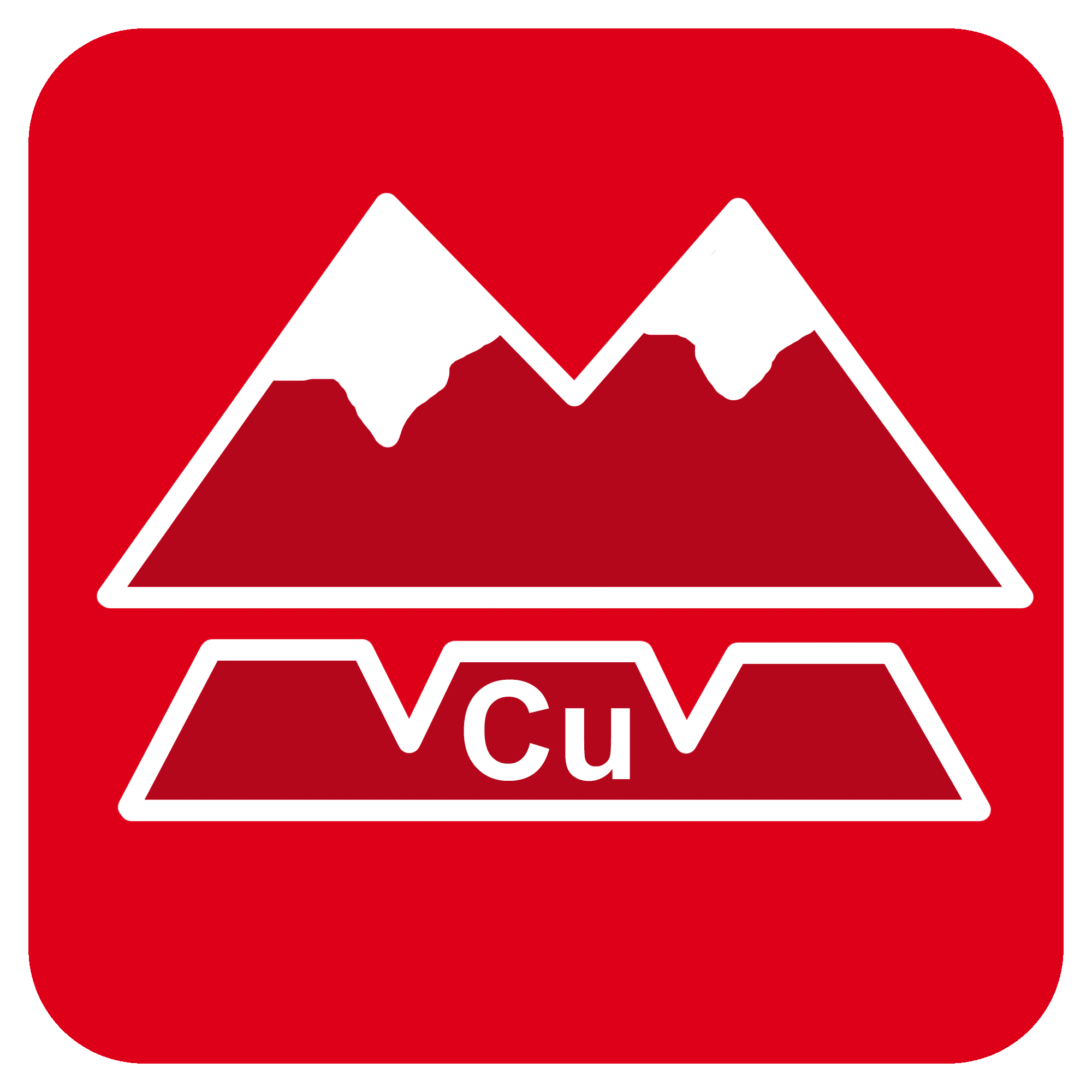
Pictograma que identificaba a la estación en 2001.

El Metrotrén entre Rancagua y Santiago es uno de los más utilizados en la red ferroviaria nacional; en el año 2000 este servicio transportó aproximadamente 3 554 000 pasajeros.
Antes de que operase el Tren Rancagua-Estación Central, el servicio del Metrotrén fue extendido hasta la Estación San Fernando en diciembre de 2000 —una estación después de Rancagua—, sin embargo en 2013 esta quedó sin servicios cuando comenzaron los trabajos y posterior inauguración del actual servicio del Metrotren hasta esta ciudad. En 2019 los alcaldes de San Fernando, Rengo y Malloa se reunieron con la ministra de Transportes —Gloria Hutt— para solicitar la habilitación de un servicio de pasajeros al sur de Rancagua.

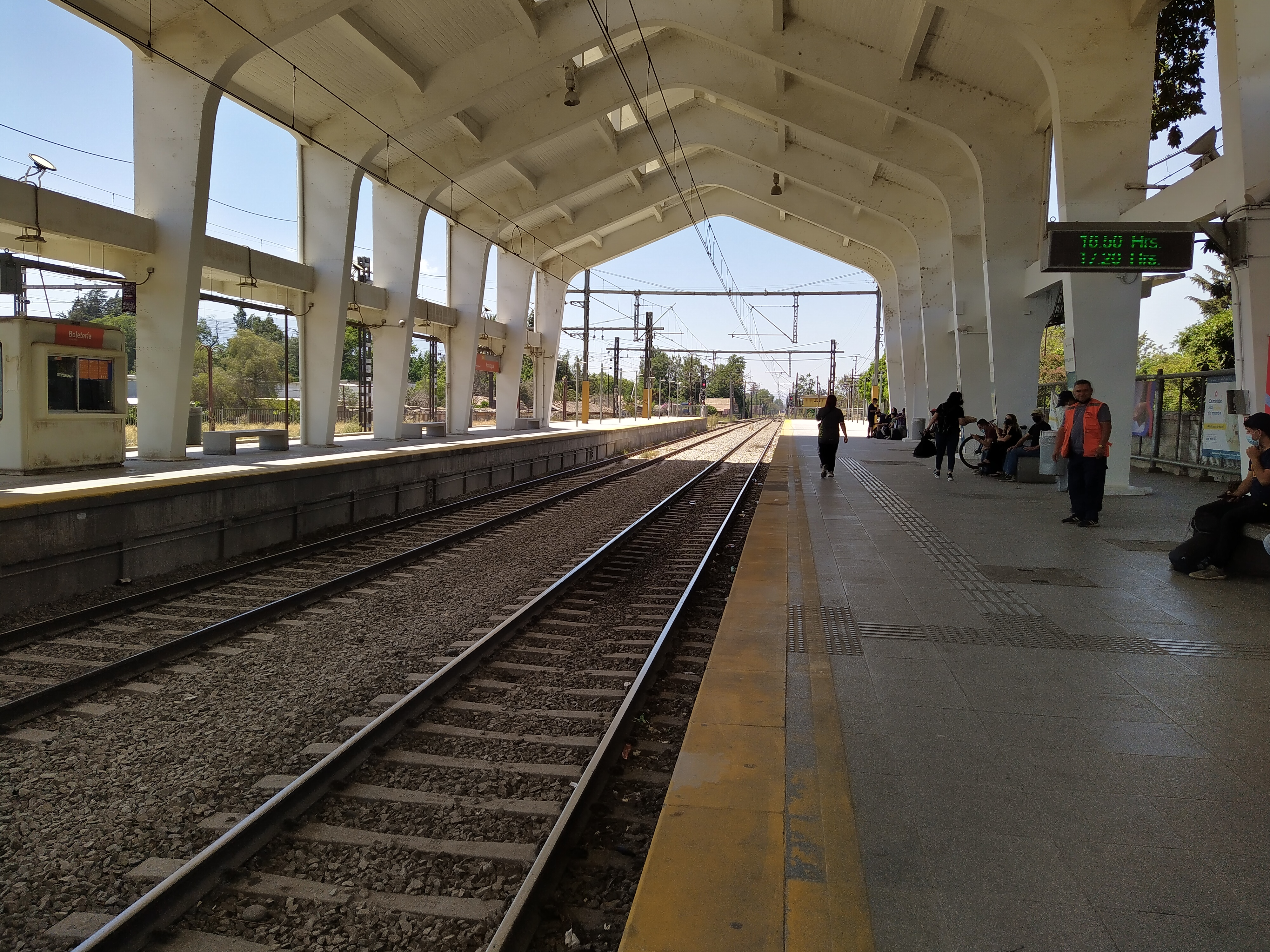
Andenes de la estación (2021).

En 2016 el Municipio de Rancagua se hallaba realizando estudios un proyecto de 100 millones de dólares para la remodelación de la estación de ferrocarriles y el barrio estación, buscando construir el centro «Intermodal Plaza de La Marina», que logre interconectar servicios de buses y taxis con el ferrocarril. Se indicó que existe una segunda etapa en la cual se construiría un túnel que conecte a la estación con la Avenida Libertador Bernardo O'Higgins.
En septiembre de 2019, como parte del programa «Chile sobre Rieles» se anunció el proyecto que crea un servicio expreso que conectará Santiago con Chillán, teniendo paradas en las estaciones de San Bernardo, Rancagua, Talca. El proyecto cuenta con la inversión de 115 millones de dólares ―70 de los cuales están destinados a la adquisión de nuevas máquinas― con las cuales se busca reducir el tiempo de viaje entre las capitales regionales de 5 horas a 3 horas y 40 minutos. Según el proyecto La adquisición de los seis nuevos trenes se realizaría a finales de 2022, y el inicio de sus operaciones comenzaría en 2023. En agosto de 2020 se inauguran estacionamientos para bicicletas en la estación ―«EFE-bike»―, para interconectar las ciclovías de la ciudad con el servicio de pasajeros.
El 5 de octubre del 2021 se anunció el retorno en modo piloto, después de 8 años, el recorrido hasta la Estación San Fernando, con detenciones en Estación Rengo y este último mencionado. El servicio operará desde el 12 de octubre con tres salidas de ida por la mañana desde Estación San Fernando hacia Estación Central de Santiago y tres de vuelta por la tarde.

## Infraestructura y entorno
La nave de los andenes sigue un patrón arquitectónico observable también en las estaciones Talca y Temuco, poseyendo una nave central con dos andenes (sentido norte y sur) para el transporte de pasajeros, así como además un patio de carga y un edificio de bodegas.

### Arte
El Hall central de la estación cuenta con la serie de murales «El Sitio de Rancagua», comisionados por la Empresa de los Ferrocarriles del Estado a las artistas nacionales Natalia Babarovic y Voluspa Jarpa, quienes trabajaron en estos entre 1992 y 1994.

## Servicios ferroviarios

### Anteriores
- Ramal Rancagua-Coltauco

### Carga
- Fepasa opera trenes cargueros entre esta estación y el norte, ocupando el sector de cargas del Patio Estación Rancagua (poniente).
- Transap se encarga de los desvíos al Recinto de Codelco en la Estación Los Lirios, comuna de El Olivar.

### Turísticos
El 27 de enero de 2024 inició un servicio turístico entre la estación Rancagua y la estación San Antonio que utiliza el ramal Paine-Talagante, haciendo cambio de vía en la estación Paine.